# Les Suspects (film, 1974)
Pour les articles homonymes, voir Les Suspects.
Pour plus de détails, voir Fiche technique et Distribution.
Les Suspects est un film franco-italien réalisé par Michel Wyn sorti en 1974. 
Le scénario est tiré de la Pieuvre, un roman de Paul Andreota paru en 1970.

## Synopsis
Dans le sud de la France, le cadavre d'une touriste américaine, Candice Strasberg, est découvert en pleine garrigue. L'état de décomposition du corps rend difficile l'autopsie et les mauvaises conditions météorologiques ont effacé les empreintes sur le terrain. À partir du journal intime de la victime, la police tente de reconstituer son parcours.

## Personnages

### La victime
- Candice Strasberg : jeune touriste américaine de 22 ans de passage en France. Son corps a été retrouvé en pleine garrigue. Elle est assassinée le 15 août 1973.

### Les enquêteurs chargés de l'affaire
- Gaston Delarue : procureur de Tarascon
- Gérard Souffries : juge d'instruction
- le commissaire Bonetti : commissaire de police de Marseille
- le commissaire Bretonnet : commissaire divisionnaire

### Les suspects
- Laurent Kirschner : industriel de 55 ans marié, qui a pris Candice en auto-stop et qui l'a revue sur la Côte, tombe amoureux de la jeune femme.
- Bernard Vauquier : fils du président du Sénat, divorcé, il a hébergé Candice. Il en tombe amoureux.
- Christian Solnes : jeune chanteur à succès en vogue, il a séduit Candice un soir. C'est une photo dans le journal intime et grâce à la fille du juge Souffries qu'il est identifié. C'est aussi un consommateur de drogue.
- Marcello : amant de la victime. Assassiné par un motard alors qu'il était dans sa voiture.
- Gabriel : garagiste. On a retrouvé sa voiture au fond d'un marais.
- Mattéo : vagabond italien qui a fui son pays natal à la suite d'une condamnation à une peine de prison pour viol. Il fait figure de suspect idéal auprès des gendarmes.

## Fiche technique
- Titre original français : Les Suspects
- Titre italien : La polizia indaga: siamo tutti sospettati (litt. « La police enquête : nous sommes tous suspects »)
- Réalisateur : Michel Wyn
- Scénario : Paul Andréota, Michel Wyn et Michel Sales, d'après le roman de Paul Andréota, La Pieuvre
- Dialogues : Paul Andréota
- Musique : François de Roubaix
- Société de productions : Compagnia Cinematografica Champion (Roma), Cité-Films (Paris), Les Films Concordia (Paris), ORTF et Télécip (Paris)
- Son : Gérard Thain
- Photographie : Didier Tarot
- Producteurs : Robert Velin et Jacques Bar
- Directrice de production : Irenée Leriche
- Montage : Maryse Siclier
- Distribution : Valoria Films
- Durée : 94 minutes
- Pays de production :  France;  Italie
- Langue de tournage : français
- Genre : Poliziottesco
- Date de sortie : 
  - France : 27 novembre 1974
- Affiche : Jean Gourmelin (France)

## Distribution
- Mimsy Farmer : Candice Strasberg
- Michel Bouquet : Le procureur Gaston Delarue
- Michael Lonsdale : Le juge Gérard Souffries
- Bruno Cremer : Le commissaire Bonetti
- Jacques Fabbri : Le commissaire Bretonnet
- Paul Meurisse : Laurent Kirchner
- Renaud Verley : Bernard Vauquier
- Jean-Claude Dauphin : Christian Solnes
- Luigi Pistilli : Marcello, l'amant de Candice
- Marie-Hélène Breillat : Carlyne Lebègue
- Marco Perrin : Gabriel Bonnafous, le garagiste
- Marcel Gassouk : Le gendarme chez le garagiste
- Giampiero Albertini : Matteo, le vagabond
- Jacques Debary : M. Vauquier, président du sénat, père de Bernard
- Gérard Jugnot : Un collègue de Vauquier
- Pierre Mirat : Le médecin légiste
- Cirylle Spiga : Le chef d'escadron Campanez
- Edmund Purdom : Le journaliste américain
- Jean Sagols : Le gendarme Santini
- Christian Clavier : Un reporter-photographe chez la femme de Bernard Vauquier
- Thierry Lhermitte : Un reporter-photographe chez la femme de Bernard Vauquier
- Benoît Allemane : Un policier interrogeant Laurent Kirchner
- Henri Vilbert : Le commissaire divisionnaire de Marseille
- Luce Garcia-Ville : L'impresario de Christian Solnes
- Albert Augier : Un inspecteur de Bonetti
- René Bouloc : Un policier interrogeant Laurent Kirchner
- Jacques Brunet : Le gendarme qui arrête Matteo
- Gérard Chevalier
- Arnold Gelderman
- Jacques Gheusi
- Jacques Lalande : M. Boni, le patron de Bernard Vauquier
- Daniel Kamwa
- Jacqueline Laurent : l'ex-femme de Bernard Vauquier
- Hervé Sand
- Yves Wecker : Le hippie maître chanteur
- Claudia Morin : La femme du juge Souffries
- Henri Villerouge : Un gendarme qui interroge Matteo
- Catherine Verlor : La fille du juge Souffries
- Jean Turlier : L'avocat de Kirchner

## Sortie vidéo
Le film sort en DVD dans la collection Gaumont Découverte DVD le 2 septembre 2020.